# Gårstjärnen (Norra Ny socken, Värmland, 671228-136110)
Gårstjärnen är en sjö i Torsby kommun i Värmland och ingår i Göta älvs huvudavrinningsområde.